# روس جونز (لاعب اتحاد الرغبي)
روس جونز (بالإنجليزية: Ross Jones)‏ هو لاعب اتحاد الرغبي بريطاني، ولد في 11 يناير 1992 في لنلي ‏ في المملكة المتحدة.